# Julieta Eugenio
Julieta Eugenio (* 22. Januar 1990 in Necochea, Provinz Buenos Aires) ist eine argentinische Jazzmusikerin (Tenorsaxophon, Komposition).

## Leben und Wirken
Eugenio erhielt mit neun Jahren Klavierunterricht am Instituto Orquestal de Necochea, bevor sie zu Saxophon und Klarinette wechselte. 2008 zog sie nach Buenos Aires, um Musik am Conservatorio Manuel de Falla (Bachelor 2012) und am Conservatorio Nacional Lopez Buchardo (IUNA) zu studieren; in dieser Zeit begann sie in der Jazzszene von Buenos Aires zu arbeiten und trat in Jazzclubs an der Seite anerkannter Musiker auf. 2013 zog sie für ein Jazz-Master-Studium am Queens College nach New York City.
Nach ihrem Master-Abschluss spielte Eugenio weiterhin mit Musikern der New Yorker Jazzszene. U. a. erhielt sie die Gelegenheit, beim Jazz-Hörfunksender WBGO sowie neben Philip Harper in einem Stück bei ABC7 News zu spielen. Mit Johnny O’Neal trat sie bei dessen Auftritten im Smoke Jazz Club, Ginny’s Super Club, Smalls und im Mezzrow auf. Des Weiteren spielte sie mit David Kikoski, Leon Parker (The Leo, Ropeadope), Yuval Amihai (My 90s Summer) und der Eyal Vilner Big Band (The Jam), außerdem mit Pasquale Grasso, Yotam Silberstein, Paul Sikivie, Neal Miner, Michael Mossman, David Berkman und Colin Stranahan.
Nach einem Soloalbum (Unaccompanied Saxophone, Vol. 1), das im Eigenverlag erschien, legte Eugenio 2022 ihr Debütalbum Jump auf Greenleaf Music mit eigenen Kompositionen vor, auf dem sie von Matt Dwonszyk (Bass) und Jonathan Barber (Schlagzeug) begleitet wird; Howard Mandel bewertete das Album im Down Beat mit vier (von fünf) Sternen. Im Bereich des Jazz war sie laut Tom Lord zwischen 2020 und 2022 an sechs Aufnahmesessions beteiligt.

## Preise und Auszeichnungen
2017 gewann Eugenio als Mitglied des SIJ-Trios, das sie mit der Pianistin Sarah Slonim und dem Bassisten Inbar Paz bildete, die International Women in Jazz Competition. Mit ihrem eigenen Trio gewann sie den DCJazzPrix 2022, einen Wettbewerb, der vom DC Jazz Fest präsentiert wird. 